# 4 (album của Beyoncé)
4 là album phòng thu thứ tư của nữ nghệ sĩ thu âm Beyoncé, được phát hành vào ngày 24 tháng 6 năm 2011 bởi hãng thu âm Parkwood Entertainment và Columbia Records. Sau một khoảng thời gian rút lui khỏi sự nghiệp Âm nhạc, Beyoncé, sau khi đã lấy lại được sự sáng tạo, được truyền cảm hứng thực hiện một album mang đậm chất rhythm and blues khác với thể loại nhạc pop lúc bấy giờ. Thành phẩm của sự hợp tác giữa Beyoncé với các nhà sản xuất thu âm và người viết bài hát như The-Dream, Tricky Stewart và Shea Taylor này chứa đựng một giai điệu êm dịu, nhiều phong cách hát đa dạng và sở hữu những âm hưởng từ các thể loại funk, hip hop và soul.
Sau khi chấm dứt mối quan hệ quản lý – nghệ sĩ với cha kiêm quản lý của cô, Mathew Knowles, Beyoncé cố tình kiêng cữ những phong cách Âm nhạc của các nhạc phẩm trước của cô nhắm tạo ra một album thân thuộc và của riêng cô. Lời ca của các ca khúc trong album đề cao chế độ kết hôn với một vợ hay một chồng, nữ quyền và sự tự nhìn lại bản thân, như là kết quả của sự xem xét kỹ càng một thông điệp trưởng thành hơn nhằm tăng cao sự tin cậy trong nghề ca sĩ. Vào tháng 5 năm 2011, Beyoncé đệ trình 72 bài hát cho hãng thu âm Columbia Records xem xét và 12 trong số đó đã được cho vào album bản tiêu chuẩn.
Giữa năm 2011, Beyoncé quảng bá rộng rãi 4 tại một số chương trình truyền hình và lễ hội Âm nhạc, tiêu biểu tại lễ hội Âm nhạc Glastonbury năm 2011. Album đã nhận được những phản hồi tích cực từ giới phê bình và đã được góp mặt trong một số danh sách những lbum xuất sắc nhất cuối năm 2011 của một số ấn phẩm. 4 là album thứ tư liên tiếp của Beyoncé ra mắt tại vị trí quán quân trên bảng xếp hạng Billboard 200 của Hoa Kỳ. Ngoài ra, nó cũng đã giành được vị trí cao nhất tại Brazil, Pháp, Ireland, Hàn Quốc, Tây Ban Nha, Thụy Sĩ và Liên hiệp Anh. Album bao gồm các đĩa đơn thành công trên quy mô quốc tế như "Run The World (Girls)", "Best Thing I Never Had", "Party", "Love on Top" và Countdown". "Love on Top" đã đoạt Giải Grammy cho Trình diễn R&B Truyền thống xuất sắc nhất tại lễ trao giải lần thứ 55. Tính đến tháng 12 năm 2015, 1,5 triệu bản sao của 4 đã được tiêu thụ tại Hoa Kỳ.

## Thực hiện
—Beyoncé nói về 4 trong một bài viết được đăng tải trên website của cô
Vào mùa xuân năm 2009, Beyoncé đã bắt tay vào việc thực hiện album thứ tư của mình bằng việc viết và tìm những nguyên liệu nhạc mới trong quá trình quảng bá album phòng thu thứ ba của mình I Am... Sasha Fierce vào năm 2008, được lấy cảm hứng từ "bạn tri kỉ tưởng tượng" của mình, Sasha Fierce. Knowles đã thông báo vào tháng 2 năm 2010 rằng cô đã "giết" Fierce vì "giờ tôi đã lớn hơn và tôi không thể sống hoài khi có hai con người trong tôi được". Cô nói rằng cô dùng cuộc sống của cô để có thể tạo nên chất liệu nhạc riêng của cô. Sau đó, Beyoncé nói tiếp rằng "Tôi sẽ không nói rằng tôi sẽ phát minh ra một thể loại Âm nhạc mới... Tôi chỉ hòa trộn những thể loại nhạc mà tôi thích và đầy cảm hứng từ nhiều thể loại khác nhau. Đó không phải là R&B. Đó không đơn thuần là pop. Đó không phải là rock. Đó chính là những gì tôi yêu thích và tạo nên một hỗn hợp Âm nhạc." Knowles tiết lộ thêm album sẽ lấy cảm hứng từ vài nghệ sĩ như Fela Kuti, The Stylistics, Lauryn Hill, Stevie Wonder và Michael Jackson. Hai nhà sản xuất thu âm Jim Jonsin và Ne-Yo đều sẽ sản xuất album mới này của cô. Ne-Yo phát biểu: "Ý tưởng đến rất bất chợt. Tôi không thể thể nói nhiều về album nhưng đó chính là một hướng đi mới của cô ấy và cô ấy đang thoát khỏi cái vỏ ốc mà cô ấy mang lên mình bao lâu nay. Trong một phút duy nhất sẽ không có người nào dám phá hủy con đường mà Beyoncé đang đi. Giờ họ không thể nhảy vào làn đường đó được, họ có thể sau khi cô hoàn thành xong album này." Jonsin đã nói về ý tưởng của anh sử dụng nhạc điện tử mang phong cách thập niên 1980 với những nhịp trống mạnh. Tháng 1 năm 2011, nhà sản xuất thu âm S1 đã xác nhận trên trang Twitter của mình rằng anh sẽ cùng Beyoncé thực hiện album này. Sean Garrett cũng đã xác nhận mình sẽ thực hiện album này khi phát biểu "làm việc [cùng Knowles] thật sự rất khó khăn... nhưng tôi thích cô ấy". Anh miêu tả thể loại Âm nhạc mà anh sản xuất sẽ có "rất nhiều bài hát có nốt cao trong album. Cô ấy đang có một địa vị cao trong cuộc sống và cô ấy đang rất thú vị trong việc làm ra những bản nhạc vui vẻ". Vào ngày 24 tháng 1, Diplo thông báo rằng anh đang trong quá trình thức hiện album cùng Knowles, Switch và Derek Miller của Sleigh Bells. Christopher "Tricky" Stewart, The-Dream Bangladesh, Rodney "Darkchild" Jerkins, Frank Ocean, Kanye West, Q-Tip và Alja Jackson đều sẽ là những người thực hiện album mới của Beyoncé.
Vào tháng 2 năm 2011, một thông tin cho biết kế hoạch thực hiện đã gần kết thúc. Knowles đã thu âm tổng cộng 72 ca khúc cho 4, và được hãng thu âm Columbia Records chọn lọc và đưa vào album của cô. Một bữa tiệc nghe thử album cá nhân đã ra mắt vào ngày 11 tháng 5 năm 2011. Knowles đã chọn một vài nhóm người hâm mộ của cô đến và cho nghe một đoạn thử của năm ca khúc trích từ album thứ tư của cô cùng video chính thức của đĩa đơn đầu tiên "Run the World (Girls)". Cô đã ở đó và nói về nội dung của album mới: "Tôi mong muốn làm một điều gì đó mới mẻ và khác biệt. Vì vậy tôi đã kết hợp nhiều thể loại nhạc khác nhau được lấy cảm hứng khi tôi đang đi tour, du lịch, xem các ban nhạc rock và tham gia các lễ hội Âm nhạc... Lúc đó tôi như một nhà bác học điên, tôi cố gắng hòa trộn nhiều bài hát khác nhau trở thành một bài hát duy nhất."
Ngày phát hành được tiết lộ cùng ngày trình chiếu của video ca nhạc của "Run the World (Girls)". Vào ngày 31 tháng 5 năm 2011, OneRepublic được xác nhận rằng mình đã thực hiện ca khúc cuối cùng của album trên trang Twitter. Diane Warren tiết lộ trong một buổi phỏng vấn với PopWrap vào ngày 1 tháng 6 năm 2011, rằng cô cũng sẽ đóng góp đôi chút vào album này. Cô phát biểu, "Tôi chỉ viết một vài ca khúc khoảng một tuần rưỡi vừa qua và sẽ được Beyoncé thu âm, tôi nghĩ đó chính là bài hát hay nhất mà tôi đã viết. Cô ấy hát rất tuyệt vời. Tôi nghĩ đó chính là một ca khúc hay của cả sự nghiệp của tôi và đó chính là một trong những bài hát mà tôi thích... hiện tại."

## Thu âm
—Beyoncé, phim tài liệu Life Is But a Dream, 2013
Hầu hết các ca khúc trong 4 được thu âm tại MSR Studios, Thành phố New York; những phòng thu khác cũng tại New York và được thu âm cho album là Jungle City Studios, Germano Studios, Roc the Mic và KMA Music. Việc thu âm album còn được thực hiện tại Conway Recording Studios, Enormous Studios và Record Plant ở Los Angeles, The Studio ở Las Vegas, Patriot Studios ở Denver, Boston Harbor Hotel ở Boston, Conway Recording Studios ở Hollywood, Triangle Sound Studios ở Atlanta và Lear 60/G2 Studios. Ngoài các phòng thu tại Mỹ, cô còn thực hiện việc thu âm của mình tại châu Âu như Real World Studios ở Box, Metropolis Group ở Luân Đôn, Avex Honolulu Studios, Honolulu, và một phòng thu đặc biệt dành riêng cho album tại Sydney. Chồng của Knowles, Jay-Z, đã làm việc với Kanye West trong Watch the Throne tại phòng thu tại Sydney cùng thời điểm đó; phòng thu này khá đặc biệt vì nó không có buồng thu âm mà chỉ có micro và gồm phần mềm Pro Tools trên máy tính. Giọng của Knowles trong 4 đã được thu bằng micro Avalon Design 737, và album đã được chỉnh sửa bằng 1176 Peak Limiter với tỉ lệ âm thanh là 4:1.

## Nội dung và ảnh bìa
Trong quá trình thực hiện, Knowles đã thu âm 72 ca khúc để chuẩn bị cho album. Một nguồn tin cho biết "Họ đã không chuẩn bị trước cách chọn lọc các bài hát mà Beyoncé đã đưa cho họ. Cô ấy rõ ràng là một người giàu trí tưởng tượng. Giờ họ cần phải hoàn thành một công việc khá khó khăn đó là chọn lựa ra ca khúc hay nhất để giúp album thành công."
Beyoncé đã phát biểu trên báo Billboard với phóng viên Ray Rogers rằng tên 4 được lấy cảm hứng từ những người hâm mộ của cô, "Tôi có hàng tá tên và nội dung khác nhưng những người hâm mộ của tôi có vẻ thích cái tên '4', và có lẽ sẽ là điều rất tuyệt vời khi lấy con số này làm tựa album". Cô đồng thời cũng tiết lộ rằng số 4 cũng chính ngày sinh của cô và ngày kỉ niệm lễ cưới của cô cũng diễn ra vào ngày 4 của tháng. Beyoncé nói thêm, "Ngày sinh nhật của mẹ tôi và nhiều người bạn của tôi đều vào ngày 4." Hình bìa chính thức của album được tiết lộ trên trang web chính thức của cô vào ngày 18 tháng 5 năm 2011, cùng ngày tiết lộ thời gian phát hành chính thức của album và trình chiếu video của đĩa đơn "Run the World (Girls)". Trong bìa album, Knowles chụp ảnh cùng một chiếc áo khoác lông, đưa tay ngang đầu cùng chiếc vòng vàng và kiểu trang điểm mắt màu khói. Bìa album nhận được lời khen từ các nhà phê bình. Đa số đều cho rằng "đầy đủ về mặt quảng bá", Robbie Daw của Idolator cho rằng cách tạo kiểu của cô khá giống Raquel Welch, và hỏi người hâm mộ rằng "Bạn đã sẵn sàng cho món thạch này chưa?", và đồng thời cũng cho rằng cô đã gợi nhớ về nhóm Destiny's Child với bài hát "Bootylicious". Jocelyn Vena của MTV News mô tả Beyoncé nhìn "gợi cảm và quyền lực" khi xuất hiện trên bìa album. Ảnh bìa của bản cao cấp sau đó cũng đã được tiết lộ vào ngày 16 tháng 6 năm 2011 với hình ảnh Beyoncé nhẹ nhàng hơn khi diện lên mình một chiếc đầm ôm sát màu xanh dương, nằm chặt hai tay sau đầu khá tương tự như ảnh bìa bản thường.

## Sáng tác
Cô chia sẻ rằng album được lấy cảm hứng từ nam nhạc sĩ Fela Kuti và khi cô làm việc với ban nhạc của vở kịch của Broadway, Fela!. Khi cô nói về nguồn cảm hứng của cô trong album này, tức Kuti, Beyoncé đã phát biểu rằng "tôi có thể cảm nhận tâm hồn và trái tim của Âm nhạc của anh ấy; nó thật gợi cảm và có nhịp điệu thật tuyệt vời, nó khiến bạn bị lạc trong Âm nhạc ấy". Sau đó cô chia sẻ thêm rằng cảm hứng của album được thực hiện với tiếng trống và sự kính trọng cùng việc "hòa trộn mọi thứ thành một". Album đồng thời còn được lấy cảm hứng từ nhạc R&B thập niên 1990, Earth, Wind & Fire, DeBarge, Lionel Richie, Teena Marie và những nghệ sĩ tài năng như The Jackson 5, New Edition, Adele, Florence and the Machine, và Prince. Beyoncé đã nói thêm rằng nhân vật này trong album sẽ thêm vài nhịp điệu hip-hop để có thể tạo nên những giai điệu tuyệt hảo. Beyoncé chia sẻ cô đã tự mình tự do trong một vài bài hát và mang nhịp điệu soul khi nói "Tôi dùng rất nhiều sức mạnh trong giọng hát của tôi khi mọi người nghe tôi hát trong những buổi trình diễn, nhưng điều đó không cần thiết trong các bản nhạc tôi thu."
Bình luận viên Âm nhạc Alexis Petridis cho rằng album này chủ yếu lấy cảm hứng từ nhạc R&B thập niên 1980 và viết rằng "4 thường xuyên trở lại với nhạc R&B của quá khứ." Jon Caramanica của The New York Times cho rằng album khá tương tự những sản phẩm trước của Beyoncé, viết rằng "Album có vẻ khá mang phong cách của những album soul cuối thập niên 1970 và đầu những năm 80 - khá giống Jennifer Holliday - hơn là sự thăng bằng mà cô tuyên bố; lời tuyên bố này tương tư ca sĩ Rihanna." Phóng viên của Chicago Sun-Times, Thomas Conner cho rằng album "tinh tế và đáng ngạc nhiên" và gợi cho ta nhớ đến album năm 2011 của nghệ sĩ thu âm Adele, 21 và anh nghĩ rằng 4 có "rất nhiều giai điệu mới lạ, một số ca khúc rất tuyệt vời nhờ vào suy nghĩ sâu xa của nhạc sĩ và người sản xuất." James Reed của The Boston Globe cho rằng album khá "sang trọng" và "êm dịu" hơn những album trước của cô và mang chủ đề về "những câu chuyện rắc rối của những mối quan hệ tình yêu." Ryan Dombal của Pitchfork Media tương tự như Reed, nhận xét album là một câu chuyện của một cặp đôi và viết về Âm nhạc của album là "bước ra khỏi âm thanh Eurobeat cũ để bước vào thể loại R&B cổ điển đầu những năm 90, một chút soul của thập niên 1980 và mang ảnh nặng từ nền nhạc nhẹ." Nhà phê bình Âm nhạc Nitsuh Abebe từ tạp chí New York nhận xét về chủ đề của Beyoncé trong album, "cách cô hát về tình yêu-được cô nói là điều quan trọng và thật sự nghiêm túc trong cuộc sống, nhất là khi đưa vào Âm nhạc, vào những ca khúc chính hay những bài hát kể về sự đau khổ-nghe giống như sự yếu đuối và sự tin tưởng trong tình yêu". Mikael Wood of Spin cho rằng các ca khúc nhẹ nhàng gồm hai loại là khao khát tình yêu ('1+1,' 'Rather Die Young') và nỗi đau ('I Care,' 'Best Thing I Never Had')."

## Phát hành và quảng bá
Vào 11 tháng 5 năm 2011, Beyoncé đã tổ chức một bữa tiệc nghe thử album tại thành phố New York, cô đã bật thử vài bài hát cho những nhóm người hâm mộ mà cô đã chọn. Cô trình diễn ca khúc "Run the World (Girls)" tại chương trình Surprise Oprah! A Farewell Spectacular tại Trung tâm United ở Chicago vào 17 tháng 5 năm 2011. Chương trình là lễ kỉ niệm mùa thứ 25 và là mùa kết thúc của chương trình The Oprah Winfrey Show. Beyoncé đồng thời cũng trình diễn "Run the World" tại giải Billboard Music Awards năm 2011 vào ngày 22 tháng 5 năm 2011 cùng màn trình diễn vô cùng ấn tượng khi cô nhảy cùng ngàn vũ công cùng việc sử dụng công nghệ cao đẹp mắt. Beyoncé đồng thời cũng đã trình bày ca khúc "1+1", tại lễ chung kết của chương trình American Idol vào ngày 25 tháng 5 năm 2011. Vào phần dạo đầu của bài hát, cô đã giới thiệu bài hát này là một trong những ca khúc mà cô yêu thích. Cô đã trình diễn ca khúc trong chiếc váy tím và ánh đèn đỏ cùng khói xung quanh sân khấu. Trong cùng ngày hôm đó, "1+1" đã được bày bán trực tuyến trên cửa hàng của iTunes và trở thành đĩa đơn quảng bá độc quyền tại Hoa Kỳ. Vào ngày 7 tháng 6 năm 2011, ba tuần trước khi phát hành, 4 đã bị rò rỉ toàn bộ tất cả ca khúc trên mạng. Beyoncé sau đó đã có những biện pháp mạnh để có thể ngăn chặn các trang web đăng tải lên album của mình và sẽ sớm loại bỏ các ca khúc của mình trên những trang web khác. Nhưng sau đó, một vài người đang trực tuyến trên trang Twitter đã truyền nhau các đường dẫn của album, khiến việc ngăn chặn của hãng thu âm nay càng khó khăn bao giờ hết. Vào ngày 9 tháng 6 năm 2011, Beyoncé đã phản hồi về vụ việc này trên trang Facebook chính thức của mình:

"Nhạc của tôi đã bị rò rỉ và đây không phải là cách mà tôi muốn quảng bá cho những ca khúc của mình, tôi rất vui khi nhận được rất nhiều phản hồi tích cực từ người hâm mộ. Khi tôi đang thu âm các ca khúc trong album thì tôi luôn luôn nghĩ về các "fan" của mình đang hát và nhảy múa theo ca khúc. Tôi làm nhạc để mọi người hạnh phúc và tôi nghĩ mọi người có lẽ sẽ khá áy náy khi nghe những ca khúc bị rò rỉ của tôi."

Beyoncé đã xuất hiện trên chương trình Entertainment Tonight vào ngày 16 tháng 6 năm 2011 để quảng bá cho phiên bản cao cấp của album, phát hành độc quyền tại Target, và trình chiếu một số đoạn phim hậu trường khi cô đang thực hiện quảng cáo truyền hình cho tập đoàn này. Từ ngày 16 tháng 6 đến 27 tháng 6 năm 2011, mỗi ngày trên trang web chính thức của cô sẽ tiết lộ một ca khúc mới kèm theo những hình ảnh mới và một câu viết chia sẻ về album này của Beyoncé. Cô đồng thời sẽ thực hiện một tour diễn nhỏ ở Pháp, bắt đầu từ Palais Nikaia ở Nice vào 20 tháng 6 năm 2011; tại Zénith ở Lille vào ngày 22 tháng 6 năm 2011; và tại Galaxie ở Amnéville vào ngày 23 tháng 6 năm 2011. Sau đó, cô sẽ trình diễn 90 phút tại 2011 Glastonbury Festival vào ngày 26 tháng 6 năm 2011. Cùng ngày hôm đó, Beyoncé cũng sẽ trình diễn tại lễ trao giải BET Awards 2011. Sau đó, cô sẽ có một buổi phỏng vấn 60 phút với Piers Morgan, sẽ trình chiếu vào ngày 27 tháng 6 năm 2011 trong chương trình Piers Morgan Tonight. Tiếp tục, cô sẽ trình diễn tại vòng chung kết của cuộc thi X Factor Pháp vào ngày 28 tháng 6 năm 2011. Vào ngày 1 tháng 7 năm 2011, cô sẽ trình diễn các ca khúc từ album của mình trên chương trình GMA Summer Concert Series. Beyoncé cũng sẽ trình diễn tại Festival T in the Park ở Scotland vào ngày 9 tháng 7 năm 2011 và Oxegen Festival ở Ailen vào ngày kế tiếp.

### Đĩa đơn
"Run the World (Girls)" được phát hành để trở thành đĩa đơn đầu tiên của album vào ngày 21 tháng 4 năm 2011. Sau khi bị rò rỉ một đoạn nhạc của "Run the World (Girls)" vào ngày 14 tháng 4 năm 2011, toàn bộ ca khúc bị rò rỉ ngay bốn ngày sau đó khiến toàn bộ kế hoạch phát hành đĩa đơn phải thực hiện sớm hơn kế hoạch. Video ca nhạc đi kèm được quay trong ba ngày bởi đạo diễn Francis Lawrence, bắt đầu này 11 tháng 4 năm 2011 và kết thúc 13 tháng 4 năm 2011. Video được trình chiếu vào ngày 18 tháng 5 năm 2011 bởi chương trình American Idol.
Đĩa đơn tiếp theo là "Best Thing I Never Had" được phát hành vào ngày 1 tháng 6 năm 2011 trên sóng phát thanh tại Mĩ, và đồng thời được phát hành trực tuyến.

## Đánh giá chuyên môn
| Đánh giá chuyên môn  | Đánh giá chuyên môn |
| Điểm trung bình      | Điểm trung bình     |
| Nguồn                | Đánh giá            |
| -------------------- | ------------------- |
| Metacritic           | (72/100)            |
| Nguồn đánh giá       |                     |
| Nguồn                | Đánh giá            |
| Chicago Tribune      | [ 65 ]              |
| Entertainment Weekly | (B)                 |
| The Guardian         | [ 35 ]              |
| Los Angeles Times    |                     |
| The New York Times   | (ưa thích)          |
| NME                  | (4/10)              |
| Pitchfork Media      | (8.0/10)            |
| Rolling Stone        | [ 68 ]              |
| Slant Magazine       |                     |
| Spin                 | (8/10)              |

4 nhận được nhiều đánh giá tích cực từ các nhà phê bình Âm nhạc. Metacritic đã cho album điểm trung bình là 70 trên 100, dựa trên 8 bài đánh giá "hầu như là tích cực". Eric Henderson của Slant Magazine mô tả album "khá thân mật, đậm chất ballad" và "bị chi phối bởi những ca khúc quá nhẹ nhàng nhưng giọng của cô đã giúp cứu vớt được album này khỏi thất bại". Phóng viên của Chicago Sun-Times, Thomas Conner cho rằng album "tinh tế và đáng ngạc nhiên" và gợi cho ta nhớ đến album năm 2011 của nghệ sĩ thu âm Adele, 21 và anh nghĩ rằng 4 có "rất nhiều giai điệu mới lạ, một số ca khúc rất tuyệt vời nhờ vào suy nghĩ sâu xa của nhạc sĩ và người sản xuất." Nitsuh Abebe của New York cho rằng Beyoncé đã "giải quyết tâm trạng của mình" bằng các bản ballad "quyến rũ" và nhận xét thêm rằng "Cô đã thực hiện rất tốt trong việc chống chọi [sự tấn công của người khác]". Phóng viên của Consequence of Sound, Chris Coplan nhận xét album là "sản phẩm thuần pop xuất sắc nhất" và cho rằng "tôi thực sự rất sửng sốt với những gì họ đã làm với những ca khúc, kèm theo đó là phần lời nhạc rất đơn giản." Michael Cragg của The Observer cho ca khúc bốn trên năm sao và cho rằng "đây chính là album mềm mại nhất mà cô từng thực hiện."
Matthew Horton của BBC Online không mấy hài lòng với một vài ca khúc nhưng anh lại nhận xét album là "những bản ballad-house mạnh mẽ" và viết rằng "Beyoncé đã chuyển từ gợi cảm đến nhẹ nhàng và đến tuyệt vời, chỉ bằng một giọng hát trong sáng hoàn hảo." Dù phàn nàn về ca khúc "Run the World (Girls)" và gọi đây là bài hát "tệ nhất" của album nhưng Mikael Wood từ Spin vẫn khen ngợi chủ đề tình yêu và nhận Beyoncé rằng "cô đã tạo nên một tuyển tập ballad tuyệt với các ca khúc nhẹ nhàng mang phong cách pop-soul cuối năm 70/đầu những năm 80." James Reed của The Boston Globe cho rằng album có "khóa thấp và dễ dàng chấp nhận" và nhận xét thêm về phần sản xuất là "trang nhã, nhưng đôi lúc hơi rối rắm."
Mặt khác, Andy Gill của The Independent gọi các bài hát của album là "quá nhiều [...] những bản nhạc quá nhẹ nhàng, quá xúc động" và phê bình rằng "nửa vời, giai điệu lạ lẫm và ngớ ngẩn, ca từ ngộ nghĩnh." Adam Markovitz của Entertainment Weekly nhận xét phần nửa đầu của album "nặng nề [...] phần trình diễn của những bản ballad ru ngủ" và cho rằng "Giọng hát của cô không thể tuyệt vời hơn - mạnh mẽ và chính xác - nhưng những bài hát này không cân xứng đối với cô." Greg Kot của Chicago Tribune cho rằng album là một điều "không thể giải thích được" và cho rằng "album cảm giác như chưa được hoàn thiện, nửa vời." Alexis Petridis của The Guardian cho rằng "Điều khó khăn trong album này là ta không thể cảm nhận được album hay như thế nào." Kevin Ritchie của NOW viết rằng "Trong 4, cô vẫn không thể tỏ vẻ mềm mại trong các ca khúc, nhưng bên cạnh đó, cô đã bước ra khỏi những giai điệu sôi động và đến thế giới của những ca khúc nhẹ nhàng đẹp đẽ."

## Danh sách ca khúc
| STT | Nhan đề                   | Sáng tác                                                                                              | Sản xuất                                          | Thời lượng |
| --- | ------------------------- | --- | ------------------------------------------------- | ---------- |
| 1.  | "1+1"                     | Terius Nash, Christopher Stewart, Beyoncé Knowles                                                     | Knowles, The-Dream, Tricky Stewart                | 4:33       |
| 2.  | "I Care"                  | Jeff Bhasker, Chad Hugo, Knowles                                                                      | Bhasker, Knowles*                                 | 3:59       |
| 3.  | "I Miss You"              | Frank Ocean, Shea Taylor, Knowles                                                                     | Knowles, S. Taylor                                | 2:59       |
| 4.  | "Best Thing I Never Had"  | Kenny Edmonds, Antonio Dixon, Knowles, Patrick Smith, S. Taylor, Larry Griffin, Jr., Caleb McCampbell | Knowles, Babyface, Dixon, S. Taylor, S1 & Caleb   | 4:13       |
| 5.  | "Party" (cùng André 3000) | Kanye West, Bhasker, Knowles, André 3000, Dexter Mills, Douglas Davis, Ricky Walters                  | Knowles, West, Bhasker*                           | 4:05       |
| 6.  | "Rather Die Young"        | Bhasker, Luke Steele, Knowles                                                                         | Bhasker, Knowles*, Steele*                        | 3:42       |
| 7.  | "Start Over"              | Taylor, Knowles, Ester Dean                                                                           | Knowles, S. Taylor                                | 3:19       |
| 8.  | "Love on Top"             | Knowles, Nash, S. Taylor                                                                              | Knowles, S. Taylor                                | 4:27       |
| 9.  | "Countdown"               | Nash, S. Taylor, Knowles, Dean, Cainon Lamb, Julie Frost, Michael Bivins, Nathan Morris, Wanya Morris | Knowles, S. Taylor, Lamb                          | 3:32       |
| 10. | "End of Time"             | Knowles, Nash, S. Taylor, David Taylor                                                                | Knowles, The-Dream, Switch, Diplo                 | 3:43       |
| 11. | "I Was Here"              | Diane Warren                                                                                          | Ryan Tedder, Brent Kutzle, Knowles^, Kuk Harrell^ | 3:59       |
| 12. | "Run the World (Girls)"   | Nash, Knowles, Wesley Pentz, D. Taylor, Adidja Palmer, Nick van de Wall                               | Switch, The-Dream, Knowles*, S. Taylor*           | 3:56       |

| Bài hát tặng kèm của Nhật Bản | Bài hát tặng kèm của Nhật Bản | Bài hát tặng kèm của Nhật Bản  | Bài hát tặng kèm của Nhật Bản | Bài hát tặng kèm của Nhật Bản |
| STT                           | Nhan đề                       | Sáng tác                       | Sản xuất                      | Thời lượng                    |
| ----------------------------- | ----------------------------- | ------------------------------ | ----------------------------- | ----------------------------- |
| 13.                           | "Dreaming"                    | Edmonds, Dixon, Knowles, Smith | Knowles, Edmonds, Dixon       | 4:39                          |

| Đĩa tặng kèm trong bản cao cấp | Đĩa tặng kèm trong bản cao cấp                    | Đĩa tặng kèm trong bản cao cấp                                       | Đĩa tặng kèm trong bản cao cấp                             | Đĩa tặng kèm trong bản cao cấp |
| STT                            | Nhan đề                                           | Sáng tác                                                             | Sản xuất                                                   | Thời lượng                     |
| ------------------------------ | ------------------------------------------------- | -------------------------------------------------------------------- | ---------------------------------------------------------- | ------------------------------ |
| 1.                             | "Lay Up Under Me"                                 | Knowles, Sean Garrett, Mikkel Eriksen, Tor Erik Hermansen, S. Taylor | Knowles, S. Taylor                                         | 4:13                           |
| 2.                             | "Schoolin' Life"                                  | Knowles, Nash, S. Taylor, Carlos McKinney                            | The-Dream, Knowles*, Los Da Mystro*                        | 4:53                           |
| 3.                             | "Dance for You"                                   | Knowles, Nash, Stewart                                               | Knowles, The-Dream                                         | 6:17                           |
| 4.                             | "Run the World (Girls)" (Kaskade Club Remix)      | Nash, Knowles, Pentz, D. Taylor, Palmer, Afrojack                    | Switch, The-Dream, Knowles*, S. Taylor*, Kaskade           | 5:02                           |
| 5.                             | "Run the World (Girls)" (Red Top Club Remix)      | Nash, Knowles, Pentz, D. Taylor, Palmer, Afrojack                    | Switch, The-Dream, Knowles*, S. Taylor*, Jens Bergmark     | 6:02                           |
| 6.                             | "Run the World (Girls)" (Jochen Simms Club Remix) | Nash, Knowles, Pentz, D. Taylor, Palmer, Afrojack                    | Switch, The-Dream, Knowles*, S. Taylor*, Julian Napolitano | 6:19                           |

(*) Đồng sản xuất 

(^) Hướng dẫn thanh nhạc
Ghi chú
- Bản cao cấp còn kèm theo một phiên bản video độc quyền của "Run the World (Girls)".[78]
- Kuk Harrell là nhà sản xuất chỉ trong "I Was Here".[79]

Các mẫu nhạc được sử dụng
- "Party" cùng André 3000 được lấy mẫu nhạc từ "La Di Da Di" trình bày bởi Doug E. Fresh và Slick Rick, cùng sự sáng tác của Douglas E. Davis và Ricky Walters.[79]
- "Countdown" được lấy mẫu từ "Uhh Ahh" trình bày bởi Boyz II Men, và viết bởi Michael Bivins, Nathan Morris cùng Wanya Morris.[79]
- "Run the World (Girls)" được lấy mẫu từ "Pon de Floor" trình bày bởi Major Lazer, và viết bởi Adidja Palmer, Diplo, David Taylor cùng Afrojack.[79]

## Những người thực hiện
- Nguồn từ website chính thức của Knowles.[79]

Quản lý
- Naima Cochrane – tiếp thị
- Scott Greer – tiếp thị
- Beyoncé Knowles – giám độc sản xuất
- Meaghan Lyons – hoạt động A&R
- Ty Ty Smith – A&R
- Teresa LaBarbera Whites – A&R

Hình ảnh
| - Tony Duran – nhiếp ảnh gia - Neal Farinah – đội trang điểm - Greg Gex – nhiếp ảnh gia - Ty Hunter – đạo diễn thời trang - Kimberly Kimble – đội trang điểm - Lisa Logan – đội trang | - Adam Larson – đạo diễn nghệ thuật - Melina Matsoukas – tư vấn thiết kế - Raquel Smith – stylist - Jenke Ahmed Taily – đạo diễn thiết kế - Francesca Tolot – đội trang điểm - Ellen Von Unwerth – nhiếp ảnh gia |

Kỹ thuật và sản xuất
| - Terius "The-Dream" Nash – sáng tác, sản xuất - Christopher "Tricky" Stewart – nhạc sĩ, nhà sản xuất - Beyoncé Knowles – vocals, nhạc sĩ, nhà sản xuất, chịu trách nhiệm thanh nhạc - Jeff Bhasker – nhạc sĩ, nhà sản xuất - Chad Hugo – nhạc sĩ - Frank Ocean – nhạc sĩ - Shea Taylor – nhạc sĩ, nhà sản xuất - Kenny "Babyface" Edmonds – nhạc sĩ, nhà sản xuất - Antonio Dixon – nhạc sĩ, nhà sản xuất - Patrick "J.Que" Smith – nhạc sĩ - Symbolyc "Larry Griffin, Jr." One – nhạc sĩ, nhà sản xuất - Caleb McCampbell – nhạc sĩ, nhà sản xuất - Kanye West – nhạc sĩ, nhà sản xuất - Dexter "Consequence" Mills – nhạc sĩ - Douglas "Doug E. Fresh" Davis – nhạc sĩ - Ricky "Slick Rick" Walters – nhạc sĩ - Luke Steele – nhạc sĩ, nhà sản xuất - Ester Dean – nhạc sĩ - Cainon Lamb – nhạc sĩ | - Tom Coyne – điều chỉnh âm thanh - Julie Frost – nhạc sĩ - Michael Bivins – nhạc sĩ - Nathan Morris – nhạc sĩ - Wanya Morris – nhạc sĩ - David "Switch" Taylor – nhạc sĩ, nhà sản xuất - Diane Warren – nhạc sĩ - Ryan Tedder – nhà sản xuất - Brent Kutzle – nhà sản xuất - Kuk Harrell – chịu trách nhiệm thanh nhạc - Wesley "Diplo" Pentz – nhạc sĩ - Adidja Palmer – nhạc sĩ - Afrojack – nhạc sĩ - Sean Garrett – nhạc sĩ - Stargate – nhạc sĩ - Carlos "Los Da Mystro" McKinney – nhạc sĩ, nhà sản xuất - Kaskade – hòa âm, additional nhà sản xuất - Jens Bergmark – nhà sản xuất hòa âm - Julian Napolitano – nhà sản xuất hòa âm |

## Xếp hạng và chứng nhận
| Bảng xếp hạng (2011)                    | Vị trí cao nhất |
| --------------------------------------- | --------------- |
| Argentine Albums Chart                  | 3               |
| Australian Albums Chart                 | 2               |
| Australian Urban Albums Chart           | 1               |
| Austrian Albums Chart                   | 13              |
| Belgian Albums Chart (Flanders)         | 4               |
| Belgian Albums Chart (Wallonia)         | 4               |
| Brazilian Albums Chart                  | 1               |
| Canadian Albums Chart                   | 3               |
| Croatian Albums Chart                   | 2               |
| Czech Albums Chart                      | 2               |
| Danish Albums Chart                     | 5               |
| Dutch Albums Chart                      | 2               |
| Finnish Albums Chart                    | 24              |
| French Albums Chart                     | 2               |
| German Albums Chart                     | 5               |
| Greek Albums Chart                      | 5               |
| Hungarian Albums Chart                  | 8               |
| Irish Albums Chart                      | 1               |
| Italian Albums Chart                    | 4               |
| Japanese Albums Chart                   | 10              |
| Mexican Albums Chart                    | 31              |
| New Zealand Albums Chart                | 3               |
| Norwegian Albums Chart                  | 4               |
| Polish Albums Chart                     | 2               |
| Portuguese Albums Chart                 | 3               |
| Russian Albums Chart                    | 5               |
| Scottish Albums Chart                   | 1               |
| Slovenian Albums Chart                  | 6               |
| South African Albums Chart              | 5               |
| South Korean International Albums Chart | 1               |
| Spanish Albums Chart                    | 1               |
| Swedish Albums Chart                    | 13              |
| Swiss Albums Chart                      | 1               |
| Taiwanese Albums Chart                  | 1               |
| UK Albums Chart                         | 1               |
| UK R&B Albums Chart                     | 1               |
| US Billboard 200                        | 1               |
| US Top R&B/Hip-Hop Albums               | 1               |

| Quốc gia/vùng lãnh thổ | Chứng nhận |
| ---------------------- | ---------- |
| Australia (ARIA)       | Bạch kim   |
| Canada (Music Canada)  | Vàng       |
| Pháp (SNEP)            | Vàng       |
| Ba Lan (ZPAV)          | Bạch kim   |
| Nga (NFPF)             | Vàng       |
| Hoa Kỳ (RIAA)          | Bạch kim   |

| Bảng xếp hạng (2011)            | Vị trí |
| ------------------------------- | ------ |
| Australian Albums Chart         | 26     |
| Australian Urban Albums Chart   | 3      |
| Belgian Albums Chart (Flanders) | 61     |
| Belgian Albums Chart (Wallonia) | 81     |
| Brazilian Albums Chart          | 11     |
| Danish Albums Chart             | 93     |
| Dutch Albums Chart              | 29     |
| French Albums Chart             | 77     |
| Hungarian Albums Chart          | 77     |
| Italian Albums Chart            | 99     |
| Japanese Albums Chart           | 100    |
| Polish Albums Chart             | 52     |
| Russian Albums Chart            | 36     |
| Swiss Albums Chart              | 57     |
| UK Albums Chart                 | 18     |
| UK R&B Albums Chart             | 4      |
| US Billboard 200                | 21     |
| US Top R&B/Hip-Hop Albums       | 7      |

## Lịch sử phát hành
| Quốc gia    | Ngày phát hành      | Định dạng           | Hãng phát hành                 | (Các) phiên bản     |
| ----------- | ------------------- | ------------------- | ------------------------------ | ------------------- |
| Úc          | 24 tháng 6 năm 2011 | CD, tải kỹ thuật số | Sony Music Entertainment       | Bản thường, cao cấp |
| Áo          | 24 tháng 6 năm 2011 | Tải kỹ thuật số     | Sony Music Entertainment       | Bản thường          |
| Bỉ          | 24 tháng 6 năm 2011 | CD, tải kỹ thuật số | Sony Music Entertainment       | Bản thường, cao cấp |
| Đức         | 24 tháng 6 năm 2011 | CD, tải kỹ thuật số | Sony Music Entertainment       | Bản thường, cao cấp |
| Ailen       | 24 tháng 6 năm 2011 | CD, tải kỹ thuật số | Sony Music Entertainment       | Bản thường          |
| Hà Lan      | 24 tháng 6 năm 2011 | CD, tải kỹ thuật số | Sony Music Entertainment       | Bản thường, cao cấp |
| Thụy Sĩ     | 24 tháng 6 năm 2011 | Tải kỹ thuật số     | Sony Music Entertainment       | Bản thường          |
| Pháp        | 27 tháng 6 năm 2011 | CD, tải kỹ thuật số | Sony Music Entertainment       | Bản thường, cao cấp |
| New Zealand | 27 tháng 6 năm 2011 | CD, tải kỹ thuật số | Sony Music Entertainment       | Bản thường, cao cấp |
| Anh         | 27 tháng 6 năm 2011 | CD, tải kỹ thuật số | RCA Records                    | Bản thường, cao cấp |
| Argentina   | 28 tháng 6 năm 2011 | Tải kỹ thuật số     | Sony Music Entertainment       | Bản thường          |
| Brasil      | 28 tháng 6 năm 2011 | CD, tải kỹ thuật số | Sony Music Entertainment       | Bản thường, cao cấp |
| Canada      | 28 tháng 6 năm 2011 | CD, tải kỹ thuật số | Columbia Records               | Bản thường, cao cấp |
| Tây Ban Nha | 28 tháng 6 năm 2011 | Tải kỹ thuật số     | Sony Music Entertainment       | Bản thường          |
| Hoa Kỳ      | 28 tháng 6 năm 2011 | CD, tải kỹ thuật số | Columbia Records               | Bản thường, cao cấp |
| Đan Mạch    | 29 tháng 6 năm 2011 | CD, tải kỹ thuật số | Sony Music Entertainment       | Bản thường, cao cấp |
| Nhật Bản    | 29 tháng 6 năm 2011 | CD, tải kỹ thuật số | Sony Music Entertainment Japan | Bản thường, cao cấp |